# Specie di Paspalum
Elenco delle specie del genere Paspalum.

## A
- Paspalum acuminatum Raddi
- Paspalum acutifolium León
- Paspalum acutum Chase

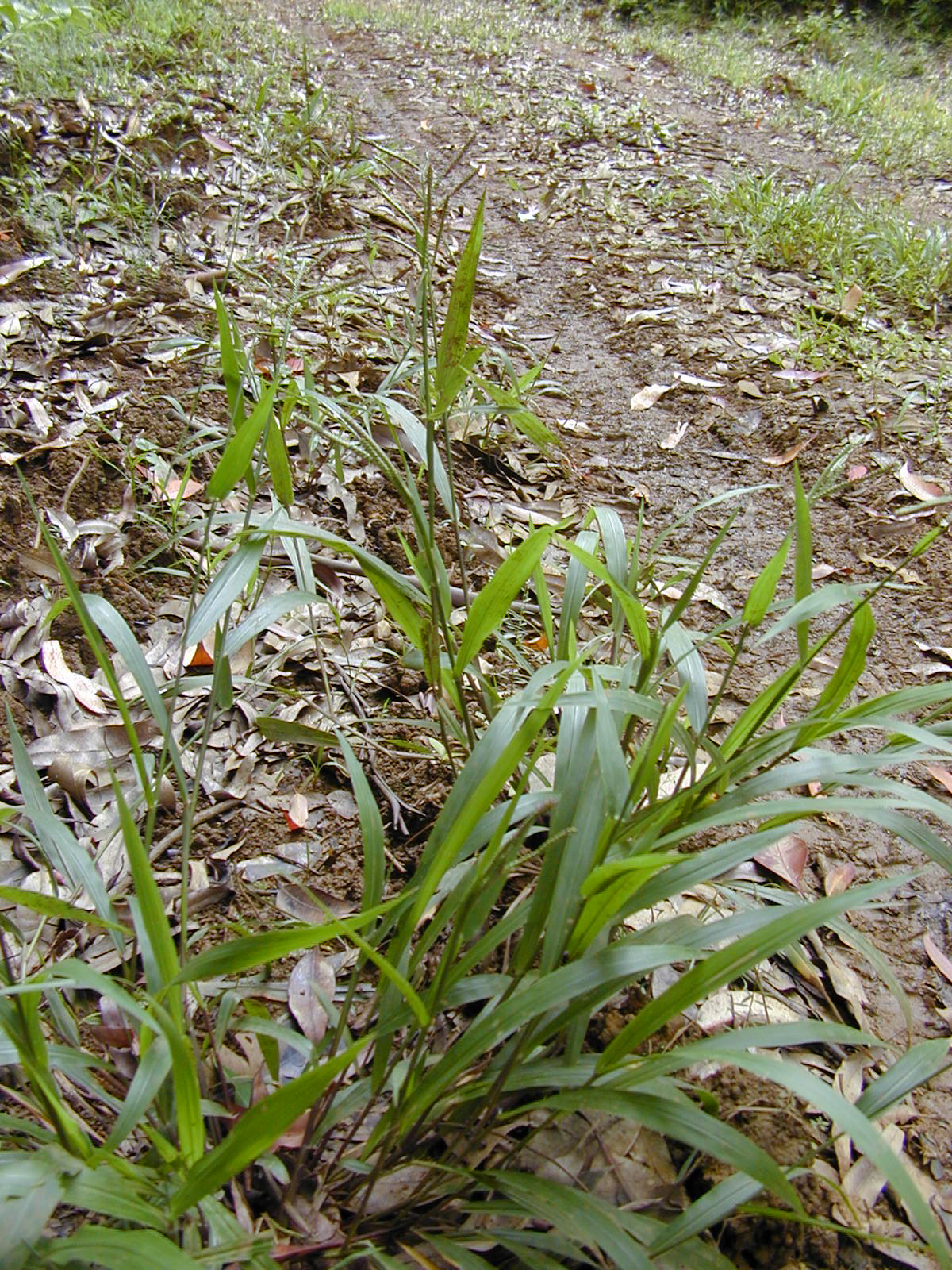
Paspalum sp. delle isole Hawaii

- Paspalum adoperiens (E.Fourn.) Chase
- Paspalum affine Steud.
- Paspalum alaini León
- Paspalum albidulum Henrard
- Paspalum alcalinum Mez
- Paspalum almum Chase
- Paspalum alterniflorum A.Rich.
- Paspalum altsonii Chase
- Paspalum ammodes Trin.
- Paspalum amphicarpum Ekman
- Paspalum anderssonii Mez
- Paspalum apiculatum Doell.
- Paspalum approximatum Doell.
- Paspalum arenarium Schrad.
- Paspalum arsenei Chase
- Paspalum arundinaceum Poir.
- Paspalum arundinellum Mez
- Paspalum aspidiotes Trin.
- Paspalum atabapense Davidse & Zuloaga
- Paspalum atratum Swallen
- Paspalum azuayense Sohns

## B
- Paspalum bakeri Hack.
- Paspalum barbinode Hack.
- Paspalum barclayi Chase
- Paspalum batianoffii B.K.Simon
- Paspalum bertonii Hack.
- Paspalum biaristatum Filg. & Davidse
- Paspalum bifidifolium Soderstr.
- Paspalum bifidum (Bertol.) Nash
- Paspalum blodgettii Chapm.
- Paspalum bonairense Henrard
- Paspalum bonplandianum Flüggé
- Paspalum botteri (E.Fourn.) Chase
- Paspalum brachytrichum Hack.
- Paspalum breve Chase
- Paspalum buchtienii Hack.
- Paspalum burchellii Munro ex Doell.
- Paspalum burmanii Filg., Morrone & Zuloaga

## C

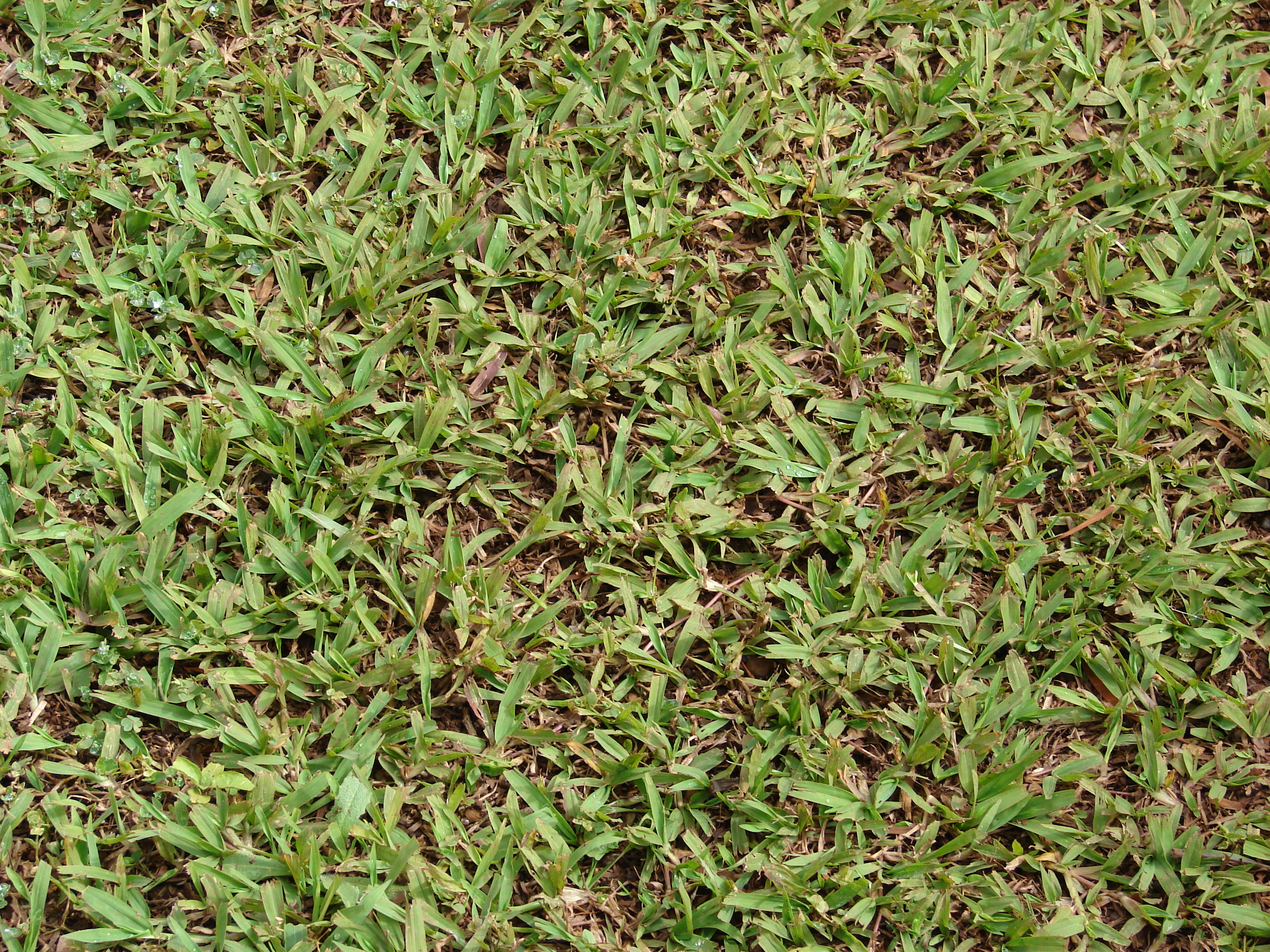
Paspalum conjugatum

- Paspalum cachimboense Davidse, Morrone, Zuloaga
- Paspalum caespitosum Flüggé
- Paspalum campinarum Filg. & Davidse
- Paspalum canarae (Steud.) Veldkamp
- Paspalum candidum (Flüggé) Kunth
- Paspalum capillifolium Nash
- Paspalum carajasense S.Denham
- Paspalum carinatum Flüggé
- Paspalum centrale Chase
- Paspalum ceresia (Kuntze) Chase
- Paspalum chacoense Parodi
- Paspalum chaffanjonii Maury
- Paspalum chaseanum Parodi
- Paspalum cinerascens (Döll) A.G.Burm. & M.Bastos
- Paspalum clandestinum Swallen
- Paspalum clavuliferum C.Wright
- Paspalum comasii Catasús
- Paspalum commune Lillo
- Paspalum compressifolium Swallen
- Paspalum conduplicatum Canto-Dorow, Valls & Longhi-Wagner
- Paspalum conjugatum P.J.Bergius
- Paspalum conspersum Schrad.
- Paspalum convexum Flüggé
- Paspalum corcovadense Raddi
- Paspalum cordaense Swallen
- Paspalum cordatum Hack.
- Paspalum coryphaeum Trin.
- Paspalum costaricense Mez
- Paspalum costellatum Swallen
- Paspalum crinitum Chase ex Hitchc.
- Paspalum crispatum Hack.
- Paspalum crispulum Swallen
- Paspalum cromyorhizon Trin. ex Doell
- Paspalum crustarium Swallen
- Paspalum culiacanum Vasey
- Paspalum cultratum (Trin.) S.Denham
- Paspalum curassavicum Chase
- Paspalum cymbiforme E.Fourn.

## D

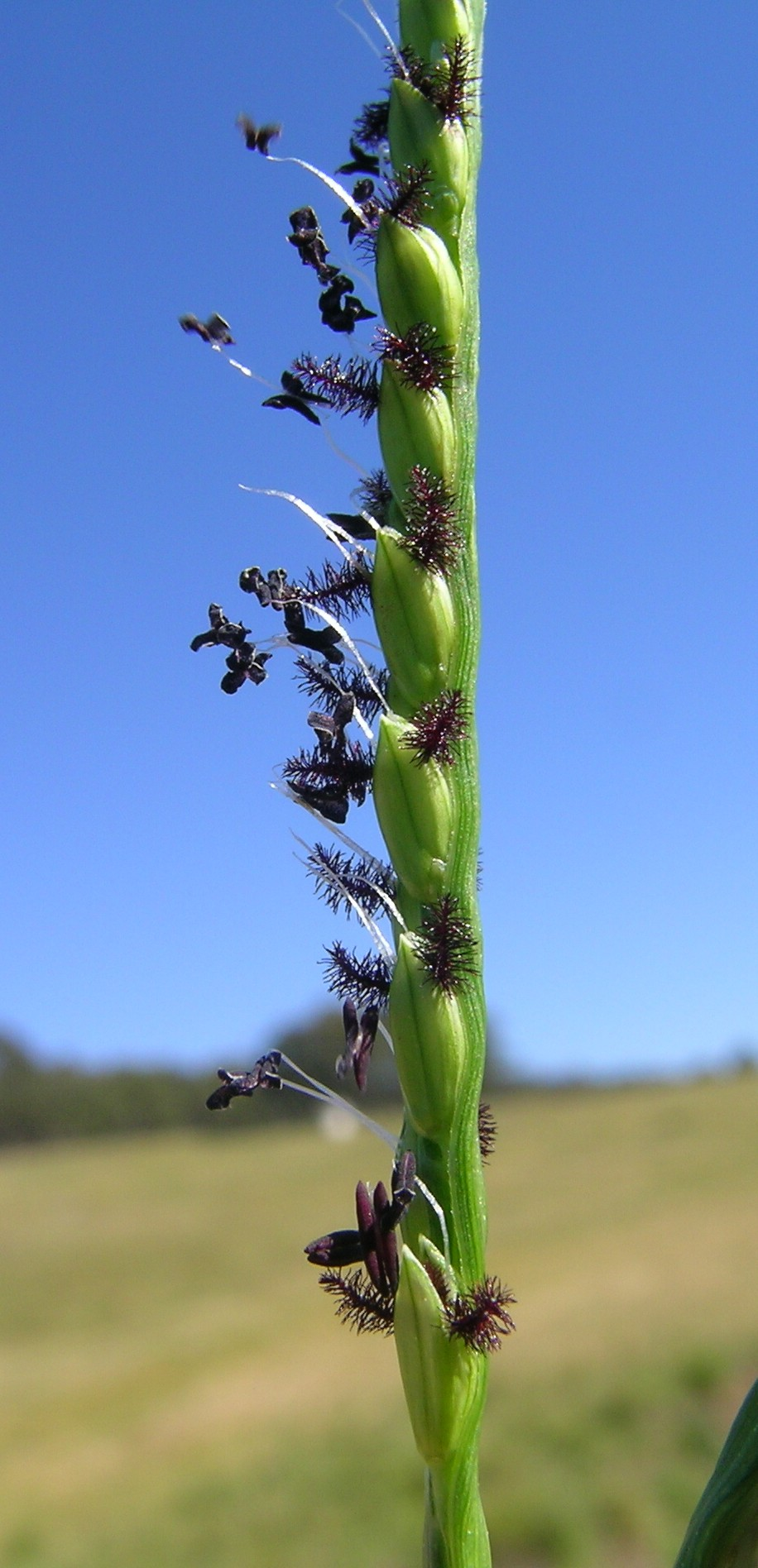
Paspalum distichum con infiorescenze

- Paspalum dasypleurum Kunze ex É.Desv.
- Paspalum dasytrichum Swallen
- Paspalum decumbens Sw.
- Paspalum dedeccae Quarín
- Paspalum delavayi Henrard
- Paspalum delicatum Swallen
- Paspalum densum Poir.
- Paspalum denticulatum Trin.
- Paspalum difforme J.Le Conte
- Paspalum dilatatum Poir. (panìco brasiliano) 
  - Paspalum dilatatum dilatatum
- Paspalum dispar Chase
- Paspalum dissectum (L.) L.
- Paspalum distachyon Poir. ex Trin.
- Paspalum distichum L. (gramigna dei fossi)
- Paspalum distortum Chase
- Paspalum divergens Doell
- Paspalum durifolium Mez

## E
- Paspalum edmondi León
- Paspalum ekmanianum Henrard
- Paspalum ellipticum Doell
- Paspalum equitans Mez
- Paspalum erectum Chase
- Paspalum erianthoides Lindm.
- Paspalum erianthum Nees ex Trin.
- Paspalum eucomum Nees ex Trin.
- Paspalum exaltatum J.Presl
- Paspalum expansum Doell

## F
- Paspalum falcatum Nees ex Steud.

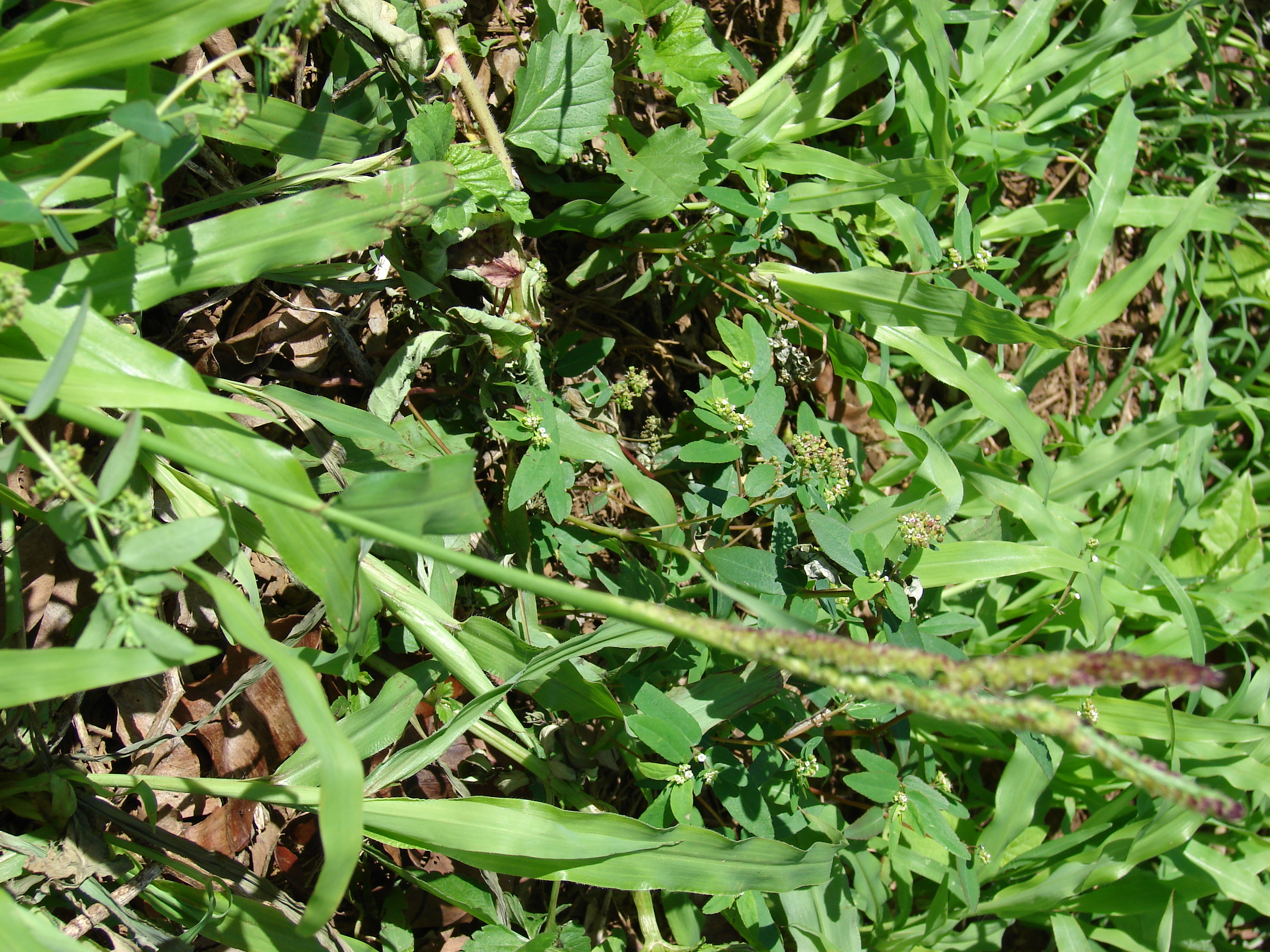
Paspalum fimbriatum

- Paspalum fasciculatum Willd. ex Flüggé
- Paspalum filgueirasii Morrone & Zuloaga
- Paspalum filiforme Sw.
- Paspalum fimbriatum Kunth
- Paspalum flaccidum Nees
- Paspalum flavum J.Presl
- Paspalum floridanum Michx
- Paspalum foliiforme S.Denham
- Paspalum formosum Swallen
- Paspalum forsterianum Flüggé

## G
- Paspalum galapageium Chase
- Paspalum gardnerianum Nees
- Paspalum geminiflorum Steud.
- Paspalum gemmosum Chase ex Renvoize
- Paspalum giganteum Baldwin ex Vasey
- Paspalum glabrinode (Hack.) Morrone & Zuloaga
- Paspalum glaucescens Hack.
- Paspalum glumaceum Clayton
- Paspalum goyanum Swallen
- Paspalum goyasense Davidse, Morrone, Zuloaga
- Paspalum gracielae Sulekic
- Paspalum guaricense Swallen
- Paspalum guayanerum Beetle
- Paspalum guenoarum Arechav.
- Paspalum guttatum Trin.

## H
- Paspalum haenkeanum J.Presl
- Paspalum hartwegianum E.Fourm
- Paspalum hatsbachii Zuloaga & Morrone
- Paspalum hatschbachii Zuloaga & Morrone
- Paspalum haumanii Parodi
- Paspalum heterotrichon Trin.
- Paspalum hintonii Chase
- Paspalum hirsutum Retz
- Paspalum hirtum Kunth
- Paspalum hispidum Swallen
- Paspalum hitchkochii Chase
- Paspalum huberi S.Denham
- Paspalum humboldtianum Flüggé
- Paspalum hyalinum Nees ex Trin.

## I
- Paspalum imbricatum Filg.
- Paspalum inaequivalve Raddi
- Paspalum inconstans Chase
- Paspalum indecorum Mez
- Paspalum insulare Ekmar
- Paspalum intermedium Munro ex Morong
- Paspalum ionanthum Chase

## J
- Paspalum jaliscanum Chase ex Hitchc.
- Paspalum jesuiticum Parodi
- Paspalum jimenezii Chase
- Paspalum juergensii Hack
- Paspalum junceum C.Cordem.

## K
- Paspalum killipii (Hitchc.) Zuloaga & Soderstr.

## L
- Paspalum lachneum Nees ex Steud.
- Paspalum lacustre Chase ex Swallen
- Paspalum laeve Michx.
- Paspalum lamprocaryon K.Schum.
- Paspalum lanciflorum Trin.
- Paspalum langei (E.Fourn.) Nash
- Paspalum latipes Swallen
- Paspalum laxum Lam.
- Paspalum lentiginosum J.Presl
- Paspalum leptachne Chase
- Paspalum ligulare Nees
- Paspalum lilloi Hack.
- Paspalum lindenianum A.Rich.
- Paspalum lineare Trin.
- Paspalum loefgrenii Ekman

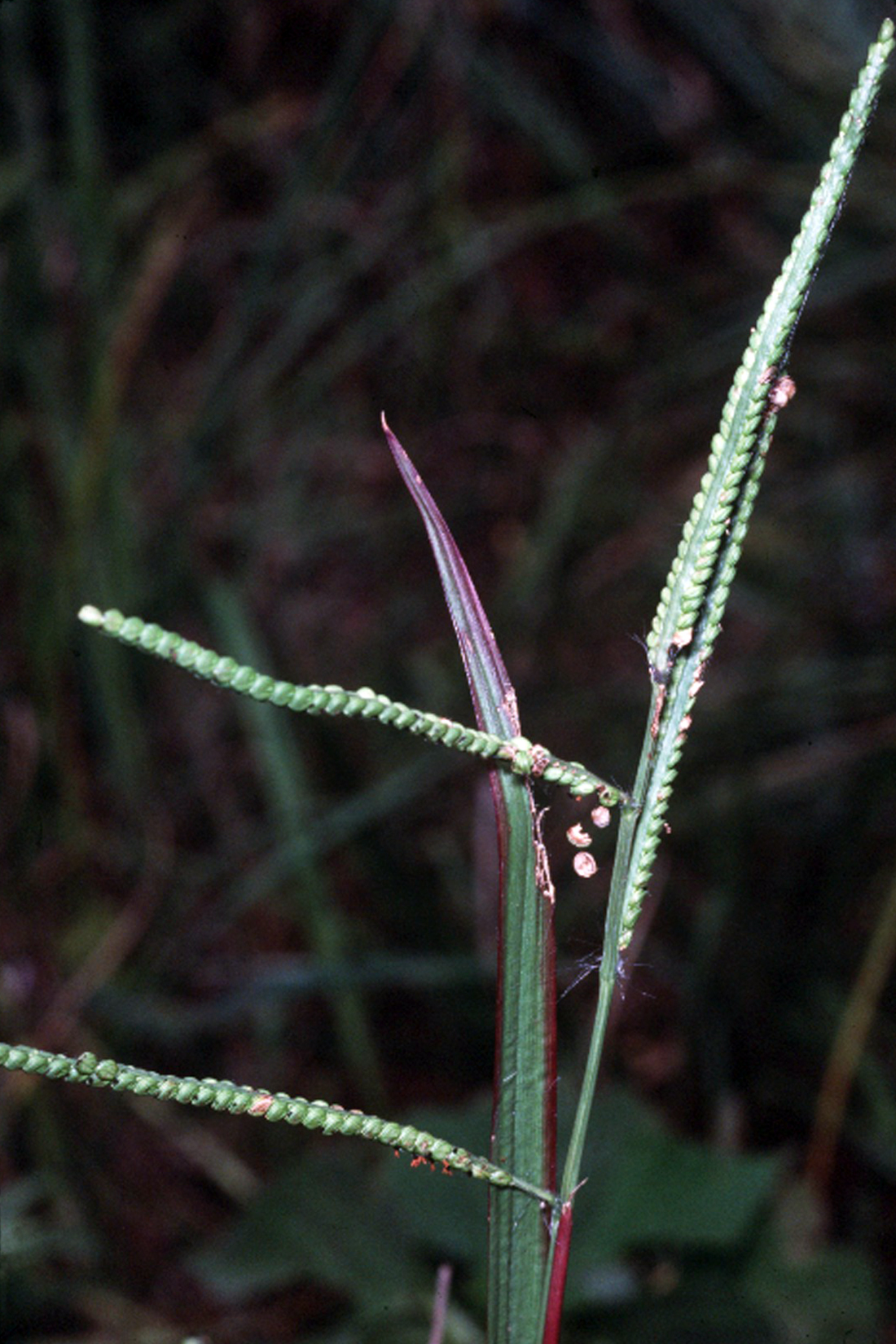
Paspalum laeve

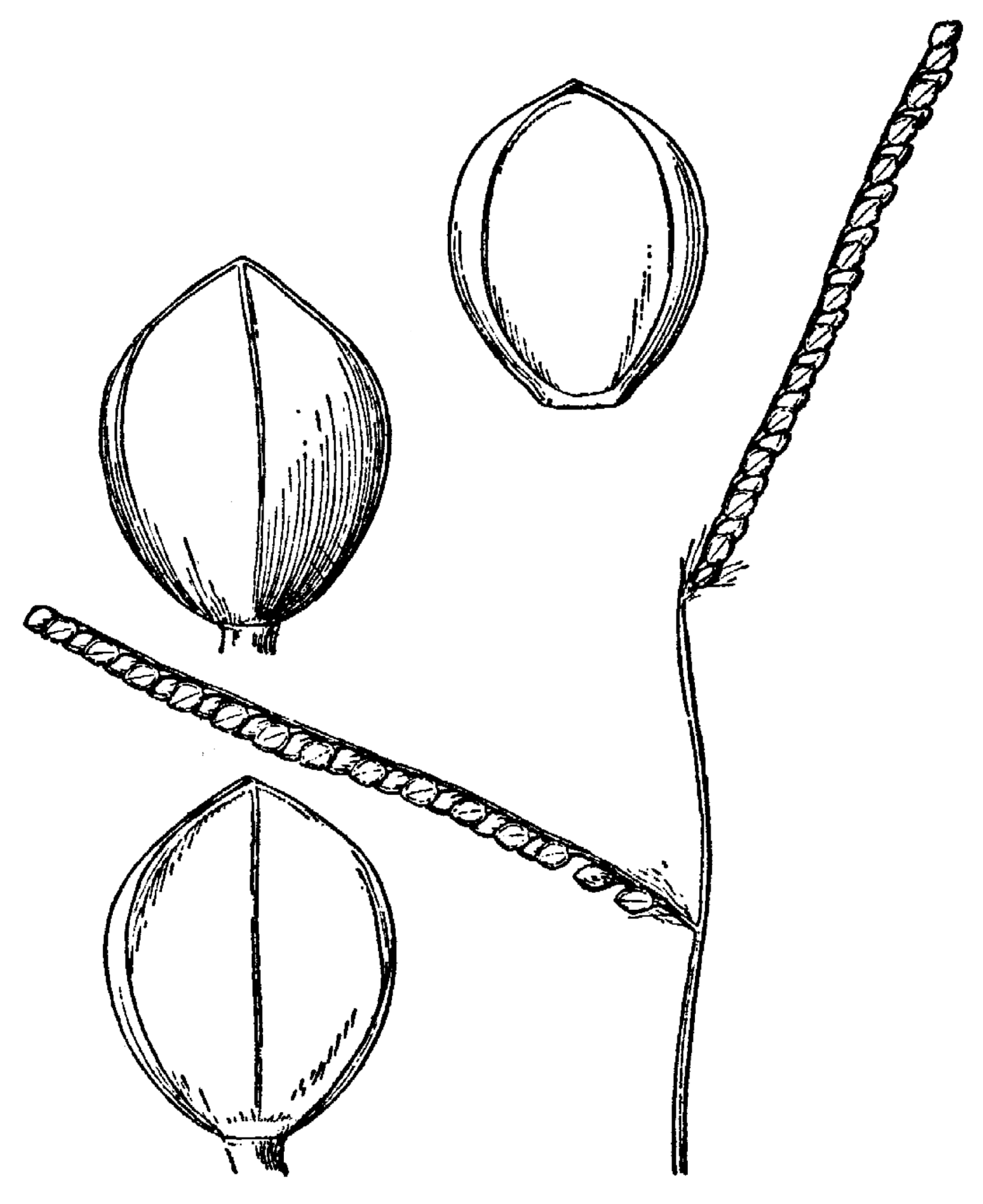
Paspalum longipilum

- Paspalum longiaristatum Davidse et Filg.
- Paspalum longicuspe Nash
- Paspalum longifolium Roxb.
- Paspalum longipedunculatum J.Le Conte
- Paspalum longipilum Nash
- Paspalum longum Chase

## M
- Paspalum macranthecium Parodi
- Paspalum macrophyllum Kunth
- Paspalum maculosum Trin.
- Paspalum madorense Renvoize
- Paspalum malacophyllum Trin.
- Paspalum malmeanum Ekman
- Paspalum mandiocanum Trin.
- Paspalum maritimum Trin.
- Paspalum marmoratum Kuhlm.
- Paspalum mayanum Chase

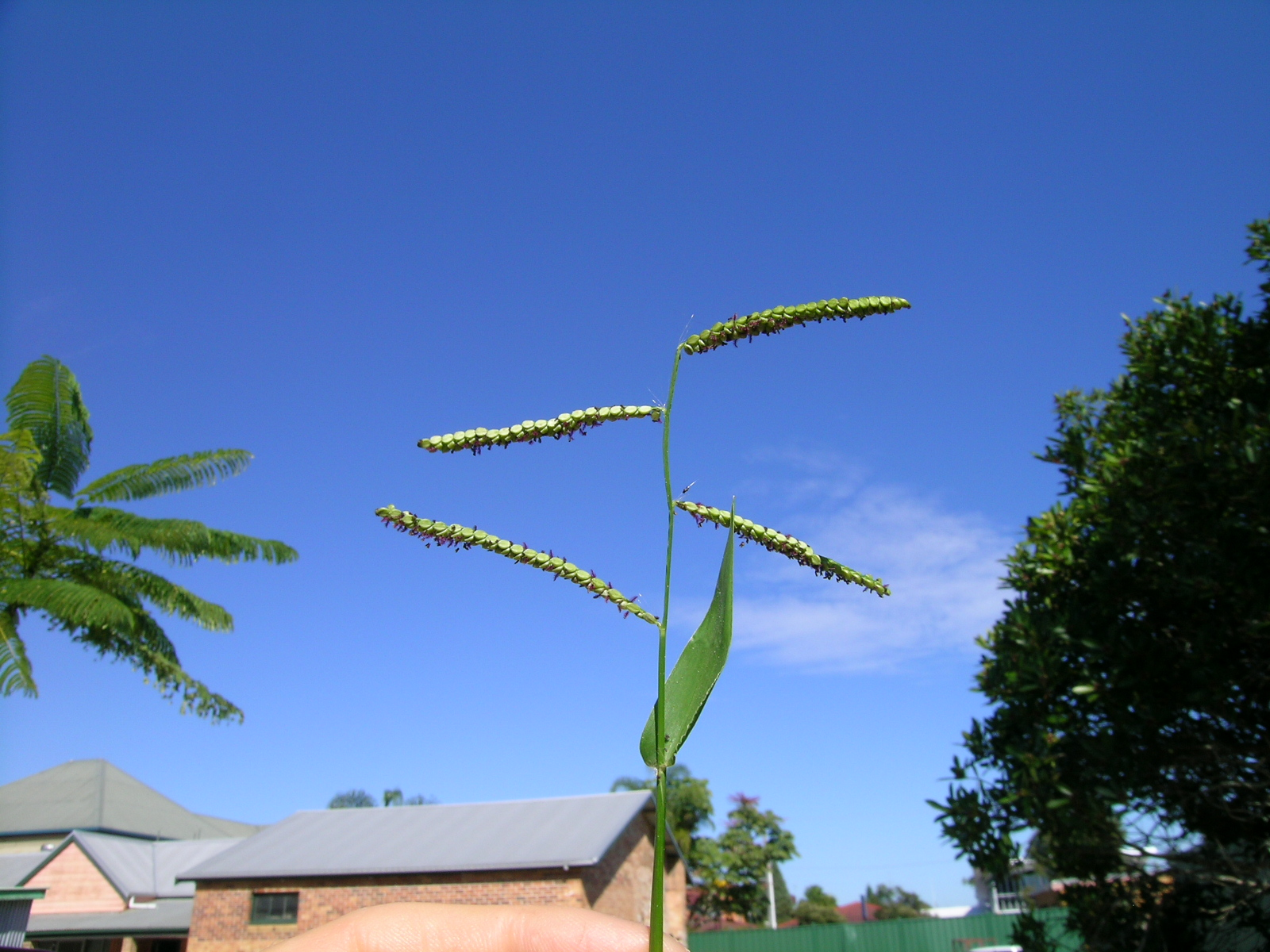
Paspalum mandiocanum

- Paspalum melanospermum Desv. ex Poir.
- Paspalum microstachyum J.Presl
- Paspalum millegrana Schrad.
- Paspalum millegranum Schrad.
- Paspalum minarum Hack.
- Paspalum minus E. Fourn.
- Paspalum modestum Mez
- Paspalum molle Poir.
- Paspalum monostachyum Vasey ex Chapm.
- Paspalum morichalense Davidse, Zuloaga & Filg.
- Paspalum motembense León
- Paspalum multicaule Poir.
- Paspalum multinervium A.G.Burm.
- Paspalum multinodum B.K.Simon
- Paspalum mutabile Chase

## N

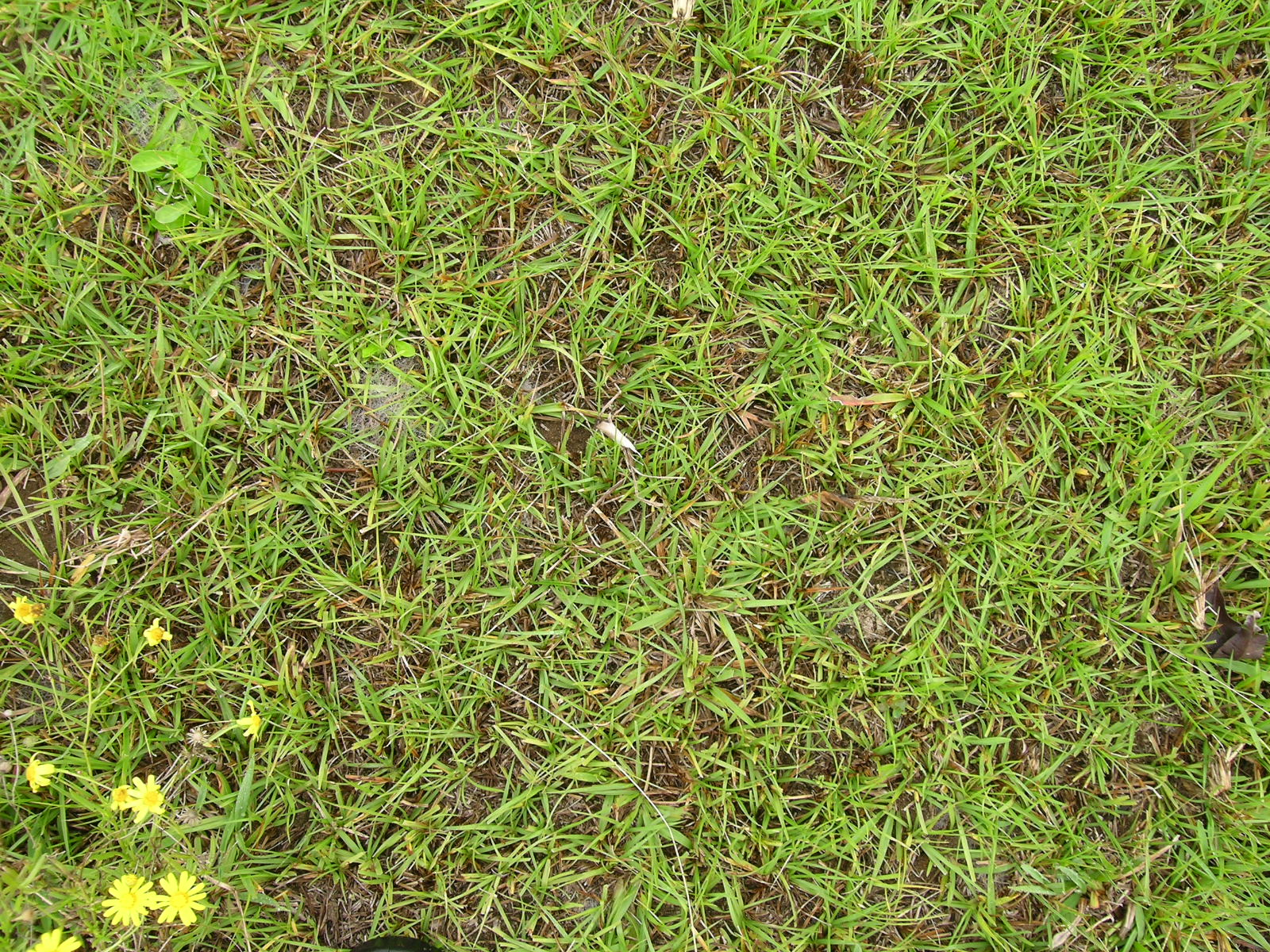
Paspalum notatum

- Paspalum nanum C.Wright ex Griseb.
- Paspalum nelsonii Chase
- Paspalum nesiotes Chase
- Paspalum nicorae Parodi
- Paspalum niquelandiae Filg.
- Paspalum notatum Flüggé
  - Paspalum notatum var. notatum
- Paspalum nudatum Luces
- Paspalum nummularium Chase ex Send.& A.G.Burm.
- Paspalum nutans Lam.

## O
- Paspalum oligostachyum Salzm. ex Steud.
- Paspalum orbiculatum Poir.
- Paspalum orinocense S. Denham
- Paspalum oteroi Swallen
- Paspalum ovale Nees ex Steud.

## P
- Paspalum pallens Swallen
- Paspalum pallidum Kunth
- Paspalum palmeri Chase
- Paspalum palustre Mez
- Paspalum paniculatum L.

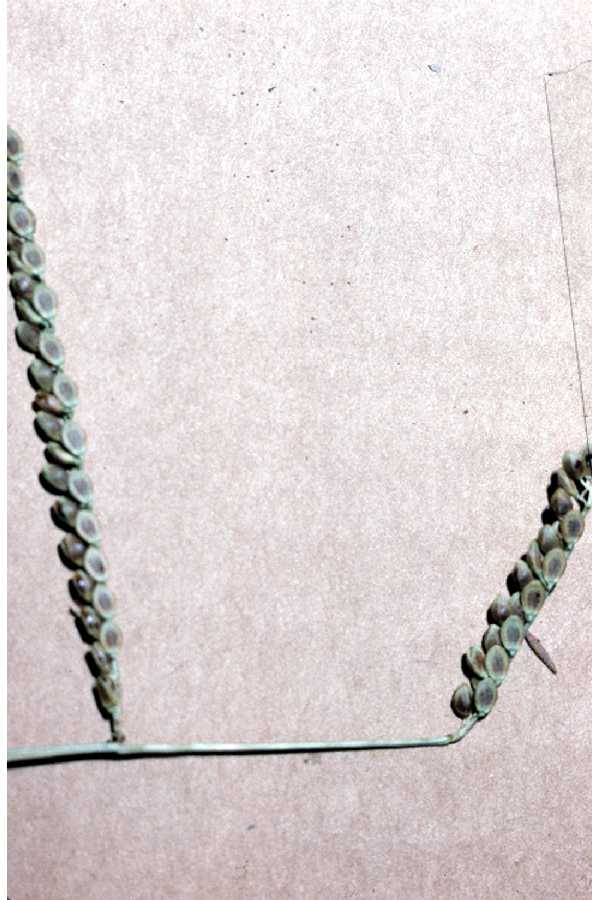
Paspalum plicatulum

- Paspalum parviflorum Rhode ex Flüggé
- Paspalum pauciciliatum (Parodi) Herter
- Paspalum paucifolium Swallen
- Paspalum peckii F.T.Hubb.
- Paspalum pectinatum Nees
- Paspalum penicillatum Hook.f.
- Paspalum petilum Chase
- Paspalum petrense A.G.Burm.
- Paspalum petrosum Swallen
- Paspalum phyllorhachis Hack.
- Paspalum pictum Ekman
- Paspalum pilgeranium Chase
- Paspalum pilosum Lam.
- Paspalum pisinnum Swallen
- Paspalum planum Hack.
- Paspalum plenum Chase
- Paspalum pleostachyum Doell
- Paspalum plicatulum Michx.
- Paspalum plowmanii Morrone & Zuloaga
- Paspalum polyphyllum Nees ex Trin.
- Paspalum praecox Walter
- Paspalum procerum S.Denham
- Paspalum procurrens Quarín
- Paspalum proximum Mez
- Paspalum psammophilum Nash ex Hitchc.
- Paspalum pubiflorum E.Fourn.
- Paspalum pulchellum Kunth
- Paspalum pumilum Nees
- Paspalum pygmaeum Hack.

## Q

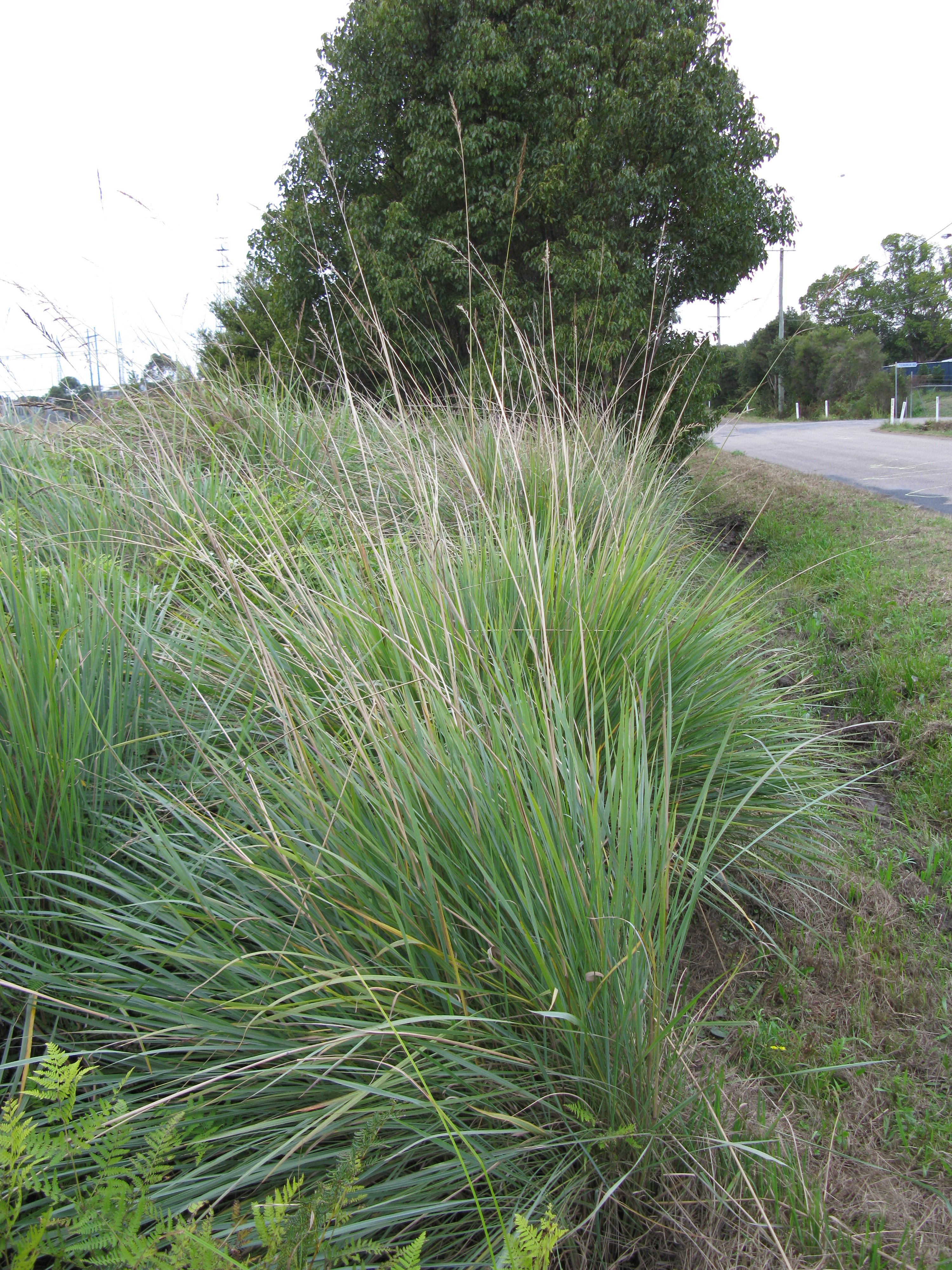
Paspalum quadrifarium

- Paspalum quadrifarium Lam. (panìco argentino)
- Paspalum quarinii Morrone & Zuloaga

## R
- Paspalum racemosum Lam.
- Paspalum ramboi I.L.Barreto
- Paspalum reclinatum Chase
- Paspalum rectum Nees
- Paspalum redondense Swallen
- Paspalum reduncum Nees ex Steud.
- Paspalum redundans Chase
- Paspalum regnellii Mez
- Paspalum remotum Remy
- Paspalum repens P.J.Bergius
- Paspalum reptatum Hitchc. et Chase
- Paspalum restingense Renvoize
- Paspalum reticulinerve Renvoize
- Paspalum riedelii Mez
- Paspalum rigidifolium Nash
- Paspalum riparium Nees
- Paspalum rocanum León
- Paspalum rostratum D. Ramos, Valls & R.C. Oliveira
- Paspalum rottboellioides C. Wright
- Paspalum rufum Nees ex Steud.
- Paspalum rugulosum Morrone & Zuloaga
- Paspalum rupestre Trin.
- Paspalum rupium Renvoize

## S

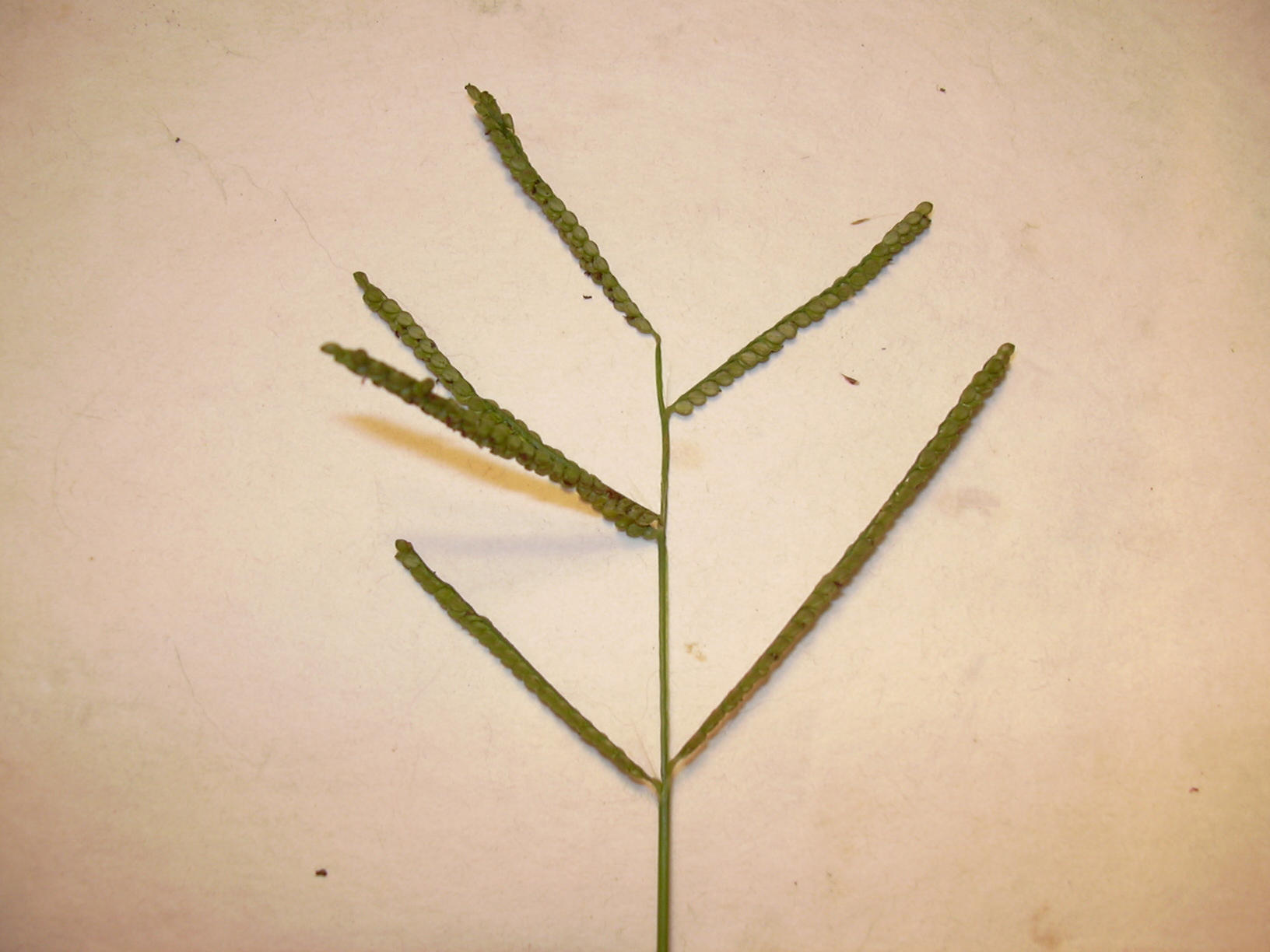
Paspalum scrobiculatum

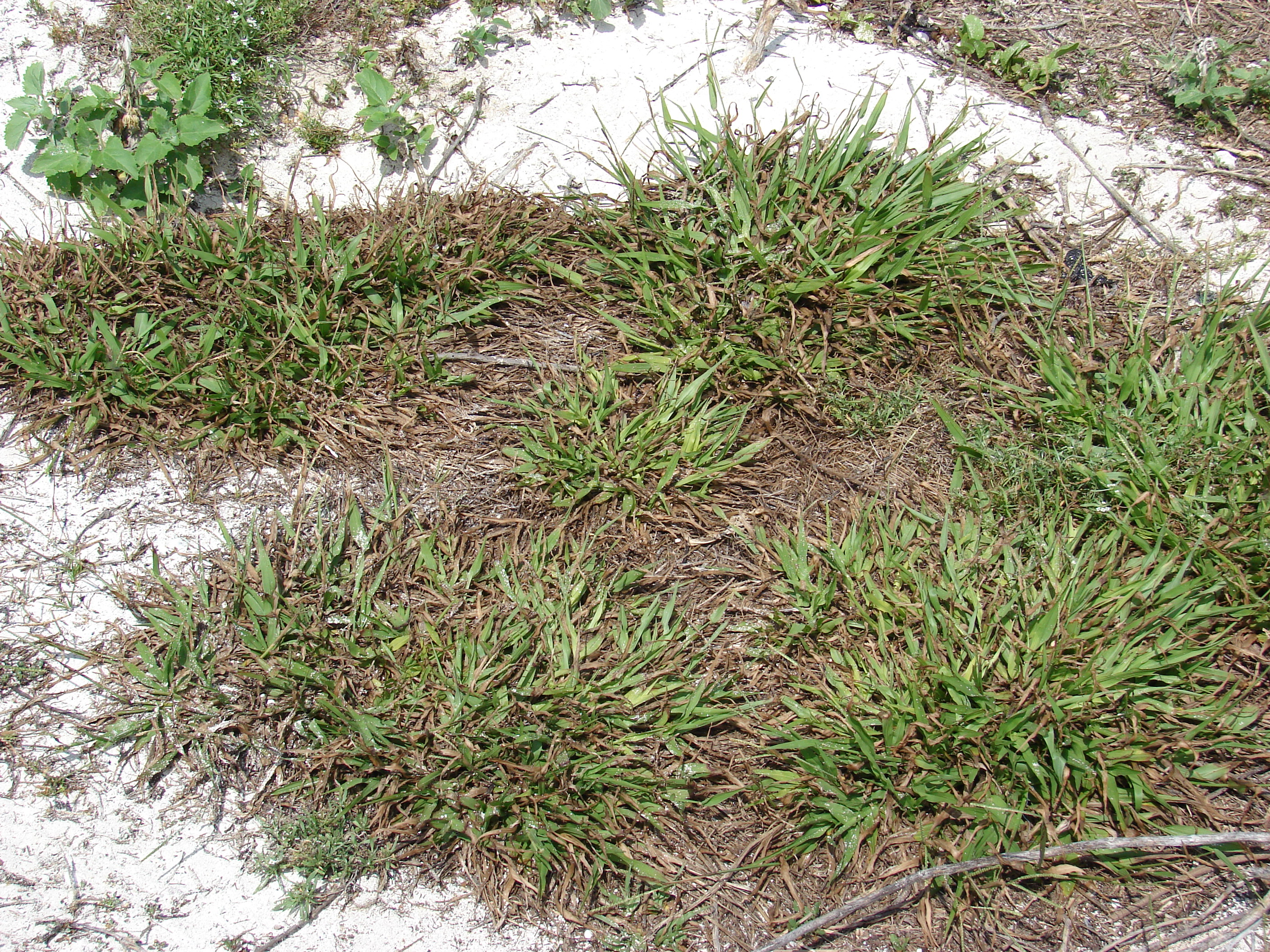
Paspalum setaceum

- Paspalum saccharoides Nees ex Trin.
- Paspalum saugetii Chase ex Ekman
- Paspalum saurae (Parodi) Parodi
- Paspalum scalare Trin.
- Paspalum schultesii Swallen
- Paspalum scrobiculatum L.
  - Paspalum scrobiculatum var. bispicatum Hack.
- Paspalum scutatum Nees ex Trin.
- Paspalum serpentinum Hochst. ex Steud.
- Paspalum setaceum Michx.
- Paspalum simplex Morong
- Paspalum sodiroanum Hack.
- Paspalum soukupii E.Carbono
- Paspalum sparsum Chase
- Paspalum squamulatum E.Fourn.
- Paspalum standleyi Chase
- Paspalum stellatum Flüggé
- Paspalum strigosum Doell ex Chase
- Paspalum subciliatum Chase
- Paspalum subfalcatum (Doell) Tutin
- Paspalum subsesquiglume Doell
- Paspalum supinum Bosc ex Poir.

## T
- Paspalum telmatum Swallen
- Paspalum tenellum Willd.
- Paspalum thunbergii Kunth ex Steud.
- Paspalum tillettii Davidse & Zuloaga
- Paspalum tinctum Chase
- Paspalum tolucense R.Guzmán
- Paspalum trachycoleon Steud.
- Paspalum trianae Pilg.
- Paspalum trichophyllum Henrard
- Paspalum trichotomum Hack.
- Paspalum trinii Swallen
- Paspalum tuberosum Mez
- Paspalum tumidum Kuhlm.
- Paspalum turriforme R.W.Pohl

## U
- Paspalum umbrosum Trin.

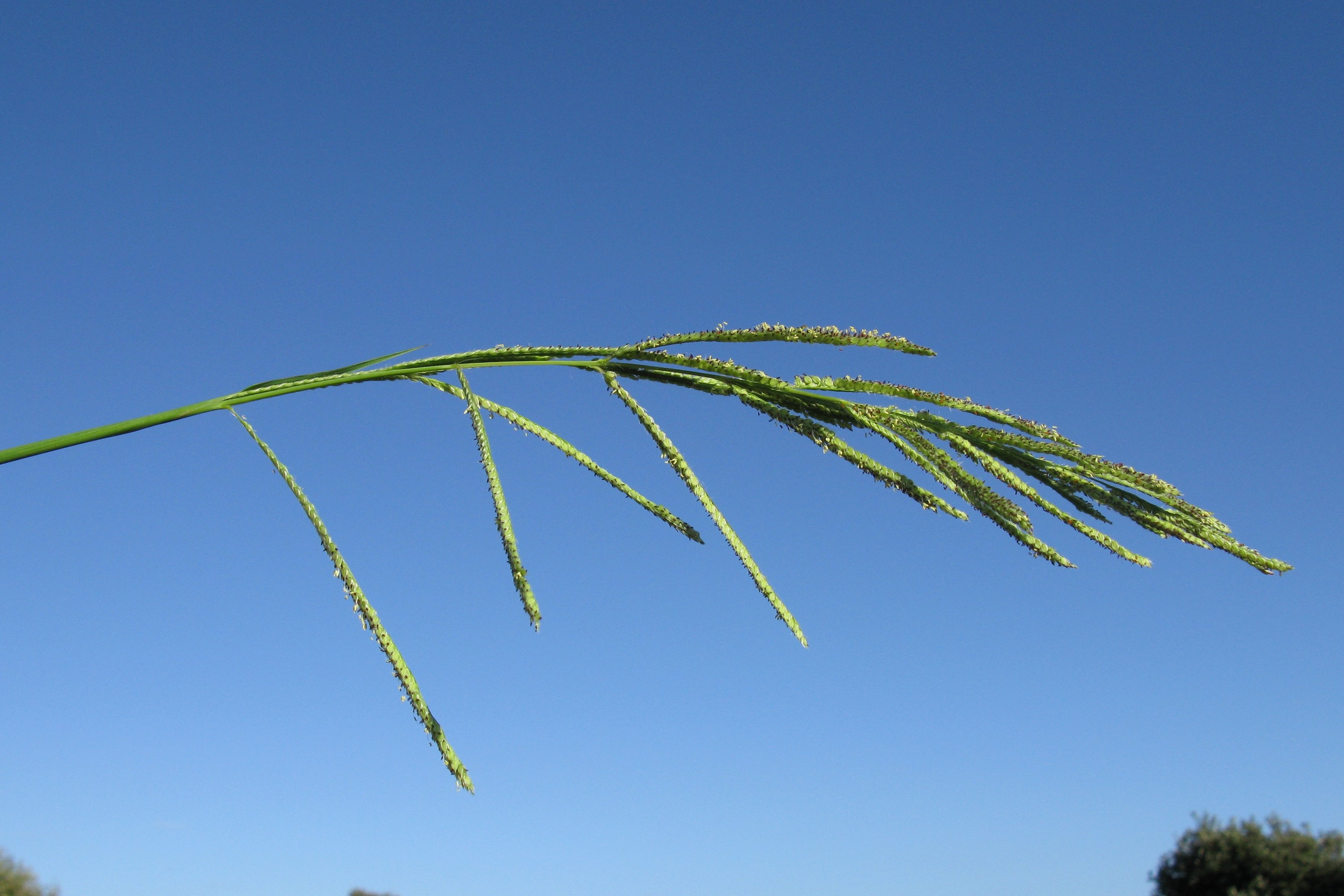
Paspalum urvillei

- Paspalum unispicatum (Scribn. & Merr.) Nash
- Paspalum urbanianum Ekman
- Paspalum urvillei Steud.
- Paspalum usteri Hack.
- Paspalum uyucense R.W.Pohl

## V
- Paspalum vaginatum Sw.
- Paspalum validum Swallen

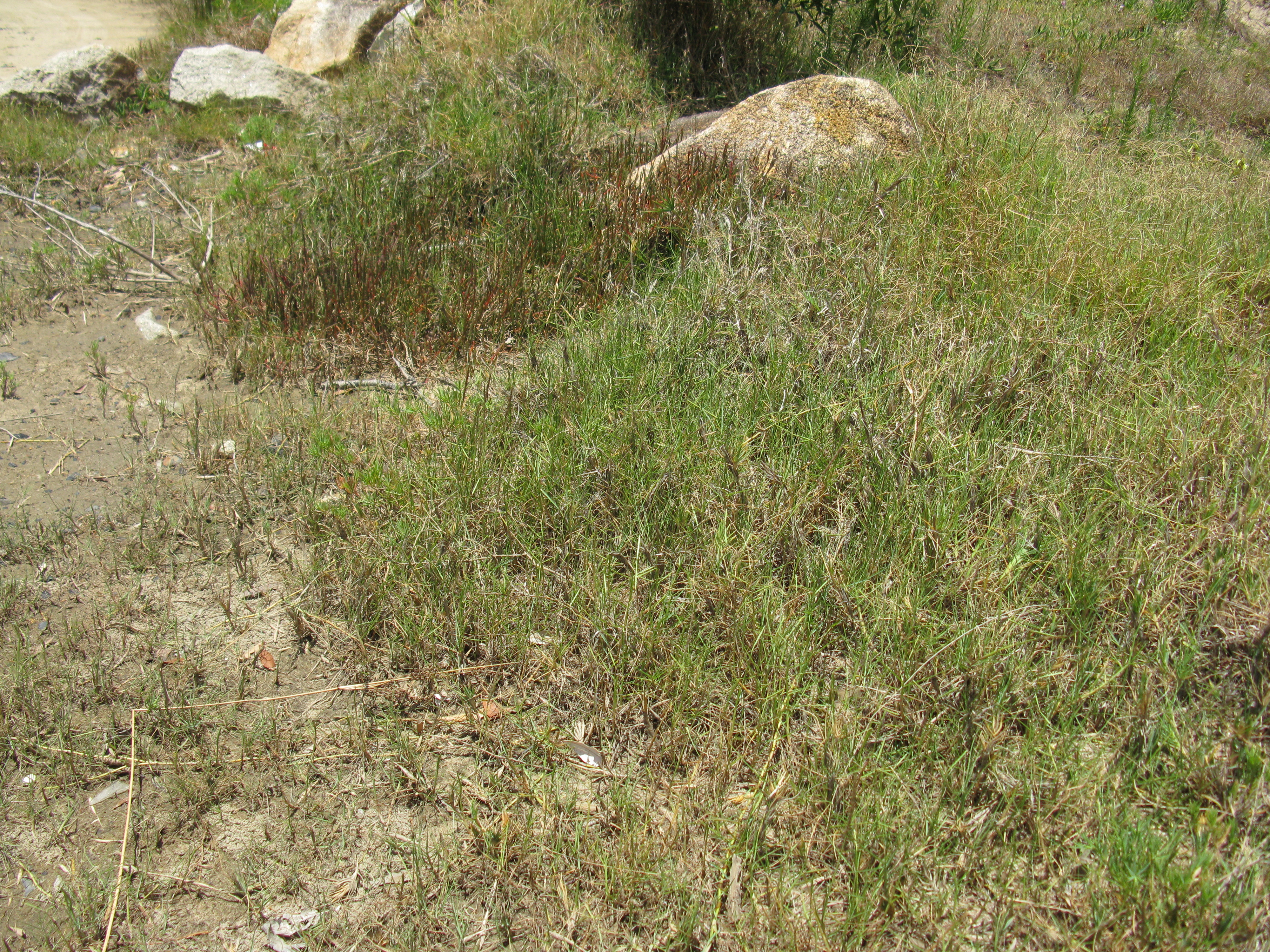
Paspalum vaginatum

- Paspalum vallsii R.C.Oliveira & G.H.Rua
- Paspalum variabile (E.Fourn.) Nash
- Paspalum venezuelanum (Chase) A.G.Burm.
- Paspalum virgatum L.
- Paspalum virletii E.Fourn.
- Paspalum volcanense Zuloaga, Morrone & S.Denham

## W
- Paspalum wrightii Hitchc. et Chase

## Z
- Paspalum zuloagae Davidse & Filg.

## Sinonimi

### A
- P. abbreviatum E.Fourn. = Paspalum langei (E.Fourn.) Nash.
- P. abbreviatum Trin. ex Steud. = Paspalum langei (E.Fourn.) Nash.
- P. abbreviatum Schltdl. = Paspalum langei (E.Fourn.) Nash.
- P. abrahamii Chase = Paspalum maritimum Trin.
- P. abstrusum Trin. = Paspalum hyalinum Nees ex Trin.
- P. achlysophilum (Soderstr.) S. Denham = Thrasya achlysophila Soderstr.
- P. acutissimum Mez = Paspalum corcovadense Raddi
- P. adelogaeum Steud. = Paspalum scrobiculatum L.
- P. adpressum Pers. ex B.D.Jacks. = Paspalidium geminatum (Forssk.) Stapf.
- P. aegyptiacum (Willd.) Poir. = Digitaria sanguinalis (L.) Scop.
- P. affine Bello[2] = Paspalum paniculatum L.
- P. africanum Poir. = Paspalum conjugatum P.J.Bergius
- P. agnesiae L.B.Sm. & Wassh. = Paspalum juergensii Hack.
- P. akoense Hayata = Paspalum scrobiculatum L.
- P. alainii León = Paspalum caespitosum Flüggé
- P. album Swallen = Paspalum erianthum Nees ex Trin.
- P. alternans Steud. = Paspalum laeve Michx.
- P. altissimum J.Le Conte = Paspalum floridanum Michx.
- P. amazonicum Trin. = Paspalum scrobiculatum L.
- P. ambiguum DC. = Cynodon dactylon (L.) Pers.
- P. ambiguum Salzm. ex Doell[3] = Paspalum pleostachyum Doell
- P. ambustum Swallen = Paspalum riedelii Mez
- P. amplum Nash = Paspalum praecox Walter
- P. anceps Mez = Axonopus anceps (Mez) C.L.Hitchc.
- P. ancylocarpum Nees ex Steud. = Paspalum convexum Flüggé
- P. andreanum Mez = Paspalum hirtum Kunth
- P. anemotum Ridl. = Paspalum pleostachyum Doell
- P. angustifolium J.Le Conte = Paspalum laeve Michx.
- P. angustifolium J.Le Conte = Paspalum laeve Michx.
- P. angustifolium Nees ex Trin.[2] = Paspalum approximatum Doell
- P. angustifolium Nees[2] = Paspalum lineare Trin.
- P. angustifolium var. tenue Alph. Wood = Paspalum laeve Michx.
- P. annulatum Flüggé = Eriochloa procera (Retz.) C.E.Hubb.
- P. antillense Husn. = Paspalum plicatulum Michx.
- P. appendiculatum J.Presl = Axonopus chrysoblepharis (Lag.) Chase.
- P. appressum Lam. = Paspalidium geminatum (Forssk.) Stapf.
- P. approximatum var. approximatum Lam. = Paspalum approximatum Doell
- P. approximatum var. coarctum Doell = Paspalum approximatum Doell
- P. aquaticum Masam.& Syozi = Paspalidium punctatum (Burm.) A.Camus.
- P. arcuatum Mez = Axonopus arcuatus (Mez) G.A.Black.
- P. arechavaletae Hack. ex Arechav. = Paspalum exaltatum J.Presl
- P. arenicola C.Muell. = Paspalum pulchellum Kunth
- P. arenicola Herter[2] = Paspalum nicorae Parodi
- P. argenteum Vanderyst[3] = Digitaria longiflora (Retz.) Pers.
- P. argyrocondylon Steud. = Paspalum serpentinum Hochst. ex Steud.
- P. aristatum Moench[2] = Beckmannia eruciformis (L.) Host.
- P. atrocarpum Steud. = Paspalum plicatulum Michx.
- P. attenuatum J.Presl = Axonopus elegantulus (J.Presl) Hitchc.
- P. aureolatum Swallen = Paspalum lanciflorum Trin.
- P. aureum (P.Beauv.) Kunth = Axonopus aureus P.Beauv.
- P. auricomum (A.G. Burm.) S. Denham = Thrasya auricoma A.G.Burm.
- P. auriculatum J.Presl = Paspalum scrobiculatum L.
- P. australe Nash = Paspalum laeve Michx.
- P. axicilium Steud. = Ischaemum minus J.Presl
- P. axillare Swallen = Thrasya axillaris (Swallen) A.G.Burm. ex Judz.

### B
- P. barbatum (Trin.) Schult. & Schult.f. = Eriochloa fatmensis (Hochst. & Steud.) Clayton
- P. barbatum Schumach.[2] = Paspalum scrobiculatum L.
- P. barbatum Trin.[2] = Axonopus siccus (Nees) Kuhlm.
- P. barbatum var. glabrum Doell = Axonopus siccus (Nees) Kuhlm.
- P. barbatum var. laxius Doell = Axonopus siccus (Nees) Kuhlm.
- P. barbatum var. pellitum (Trin.) Doell = Axonopus pellitus (Nees ex Trin.) Hitchc. & Chase
- P. barbatum var. scabrum Pilg. = Axonopus siccus (Nees) Kuhlm.
- P. barbigerum Kunth = Axonopus siccus (Nees) Kuhlm.
- P. barretoi Canto-Dorow, Valls & Longhi-Wagner = Paspalum minus E.Fourn.
- P. berteroanum Balb. ex Colla = Paspalum distichum L.
- P. bicilium Mez = Paspalum polyphyllum Nees ex Trin.
- P. bicorne Lam. = Digitaria bicornis (Lam.) Roem. & Schult.
- P. bicrurulum Salzm. ex Steud. = Paspalum pumilum Nees.
- P. bicrurulum Salzm. ex Doell[2] = Paspalum strigosum Doell ex Chase
- P. bicrurum Salzm. ex Doell[3] = Paspalum conjugatum P.J.Bergius
- P. bifarium Edgew. = Digitaria longiflora (Retz.) Pers.
- P. bifidum var. bifidum Edgew. = Paspalum bifidum (Bertol.) Nash
- P. bifidum var. projectum Fernald = Paspalum bifidum (Bertol.) Nash
- P. biglume Steud. = Paspalum racemosum Lam.
- P. bistipulatum Hochst. ex Steud. = Paspalum repens P.J.Bergius
- P. blepharophorum Roem. & Schult. = Paspalum humboldtianum Flüggé
- P. blepharophorum var. blepharophorum = Paspalum humboldtianum Flüggé
- P. blepharophorum var. tenue Doell = Paspalum polyphyllum Nees ex Trin.
- P. blepharophyllum Nash = Paspalum setaceum Michx.
- P. boivinii Steud. = Paspalum nutans Lam.
- P. boliviense Chase = Paspalum malacophyllum Trin.
- P. bonplandianum var. glabrescens Pilg. = Paspalum pilgeranium Chase
- P. borbonicum Steud. = Paspalum scrobiculatum L.
- P. boryanum J.Presl = Paspalum vaginatum Sw.
- P. boscianum Flüggé = Paspalum scrobiculatum L.
- P. brachiatum Trin. ex Nees[3] = Paspalum vaginatum Sw.
- P. brachystachyum (Trin.) Trin. = Eriochloa distachya Kunth.
- P. bracteatum Dufour ex Kunth.[3] = Paspalum distichum L.
- P. brasiliense (Spreng.) Hack. = Axonopus brasiliensis (Spreng.) Kuhlm.
- P. brevifolium Flüggé[2] = Digitaria longiflora (Retz) Pers.
- P. brevifolium propinquum (R.Br.) Benth = Digitaria longiflora (Retz) Pers.
- P. brunneum Mez = Paspalum coryphaeum Trin.
- P. buckleyanum Vasey = Paspalum hartwegianum E.Fourn.
- P. bushii Nash = Paspalum setaceum Michx.

### C
- P. caespitosum Hochst. ex Doell[3] = Paspalum plicatulum Michx.
- P. caespitosum var. longifolium Vasey = Paspalum caespitosum Flüggé
- P. campestre Trin. = Paspalum pumilum Nees
- P. campestre Schltdl.[2] = Paspalum plicatulum Michx.
- P. campylostachyum (Hack) S.Denham = Thrasya campylostachya (Hack) Chase
- P. canaliculatum Nees = Axonopus fastigiatus )Nees) Kuhlm.
- P. canarae var. fimbriatum (Bor) Veldkamp = Paspalum canarae (Steud.) Veldkamp
- P. canescens Nees = Axonopus canescens (Nees) Pilg.
- P. canescens Andersson[2] = Paspalum galapageium Chase
- P. canum Sohns = Paspalum ammodes Trin.
- P. caperatum Swallen = Paspalum plicatulum Michx.
- P. capillare Lam. = Axonopus capillaris (Lam.) Chase
- P. carinatovaginatum Mez = Axonopus aureus P.Beauv.
- P. carinatum (J.Presl) K.Schum. & Hollrung[2] = Cyrtococcum patens (L.) A.Camus
- P. carinatum var. kappleri (Steud.) Doell = Paspalum carinatum Flüggé
- P. carolinanium Poir. = Digitaria villosa (Walter) Pers.
- P. cartilagineum J.Presl = Paspalum scrobiculatum L.
- P. cartilagineum var. biglumaceum Fosberg & Sachet = Paspalum scrobiculatum L.
- P. caudicatum C.Wright = Paspalum nanum C.Wright ex Griseb.
- P. caulescens Mez = Axonopus caulescens (Mez) Henrard
- P. ceresioides Carrillo = Paspalum heterotrichon Trin.
- P. chapadense Swallen = Paspalum coryphaeum Trin.
- P. chapmanii Nash = Paspalum setaceum Michx.
- P. chepica Steud. = Paspalum distichum L.
- P. chinense Nees ex Hook. & Arn. = Digitaria violascens Link.
- P. chrysanthum Nees[3] = Axonopus chrysostachyus (Schrad) Pilg.
- P. chrysites (Steud.) Doell = Axonopus aureus P.Beauv.
- P. chrysoblephare (Lag.) Doell = Axonopus chrysoblepharis (Lag.) Chase
- P. chrysocomum Trin. ex Nees[3] = Axonopus chrysostachyus (Schrad) Pilg.
- P. chrysodactylon (Trin.) Doell = Axonopus aureus P.Beauv.
- P. chrysodactylon var. glabratum Doell = Axonopus canescens (Nees) Pilg.
- P. chrysodactylon var. psilachne Doell = Axonopus canescens (Nees) Pilg.
- P. chrysodactylon var. villosum Doell = Axonopus canescens (Nees) Pilg.
- P. chrysostachyum Schrad. = Axonopus chrysostachyus (Schrad.) Pilg.
- P. chrysotrichum J.Presl. = Axonopus chrysoblepharis (Lag.) Chase
- P. ciliare (Retz.) DC = Digitaria ciliaris (Retz.) Koeler
- P. ciliatifolium Michx. = Paspalum setaceum Michx.
- P. ciliatifolium Trin.[3] = Paspalum setaceum Michx.
- P. ciliatifolium var. brevifolium Vasey = Paspalum setaceum Michx.
- P. ciliatifolium var. ciliatifolium = Paspalum setaceum Michx.
- P. ciliatifolium var. dasyphyllum (Elliott) Chapm. = Paspalum supinum Bosc ex Poir.
- P. ciliatifolium var. muhlenbergii (Nash) Fernald = Paspalum setaceum Michx.
- P. ciliatifolium var. stramineum (Nash) Fernald = Paspalum setaceum Michx.
- P. ciliatum Lam. = Paspalum conjugatum P.J.Bergius
- P. ciliatum Kunth[2] = Paspalum humboldtianum Flüggé
- P. ciliiferum (Nash) Hitchc. = Paspalum langei (E.Fourn.) Nash
- P. ciliocinctum Mez = Paspalum ellipticum Doell
- P. circulare Nash = Paspalum laeve Michx.
- P. cochinchinense (Lour.) Willd. ex Flüggé = Mnesithea laevis (Retz.) Kunth
- P. cochinchinense (Lour.) Roem. & Schult. = Mnesithea laevis (Retz.) Kunth
- P. cognatissimum Steud. = Paspalum microstachyum J.Presl
- P. cognatum Steud. = Paspalum longifolium Roxb.
- P. collinum Chase = Paspalum commune Lillo
- P. coloratum Rich. ex Doell[3] = Paspalum scrobiculatum L.
- P. columbiense Kuntze = Axonopus scoparius (Flüggé) Kuhlm.
- P. comans Trin. ex Doell = Axonopus comans (Doell) Kuhlm.
- P. comatum Mez = Axonopus comatus (Mez) Swallen
- P. commersonii Lam. = Paspalum scrobiculatum L.
- P. commersonii var. hirsutum Jansen = Paspalum scrobiculatum L.
- P. commersonii var. polystachyum (R.Br.) Stapf = Paspalum scrobiculatum L.
- P. commersonii var. turgidum (Buse) Jansen = Paspalum scrobiculatum L.
- P. commutatum Nees = Paspalum scrobiculatum L.
- P. comosum Flüggé ex Knuth[3] = Paspalum convexum Flüggé
- P. compactum Roth = Digitaria compacta (Roth ex Roem. & Schult.) Veldkamp
- P. compactum var. fimbriatum Bor = Paspalum canarae (Steud.) Veldkamp
- P. complanatum Nees ex Trin. = Axonopus complanatus (Nees ex Trin.) Dedecca
- P. complanatum Nees = Axonopus complanatus (Nees ex Trin.) Dedecca
- P. complicatum D.Dietr.[4] = Axonopus complanatus (Nees ex Trin.) Dedecca
- P. compressicaule Raddi = Paspalum paniculatum L.
- P. compressum (Sw.) Raspail[2] = Axonopus compressus (Sw.) P.Beauv.
- P. compressum var. arenarium Bertero = Axonopus fissifolius (Raddi) Kuhlm.
- P. concavum Renvoize = Paspalum glabrinode (Hack.) Morrone & Zuloaga.
- P. concinnum Steud. = Digitaria stricta Roth
- P. confertum J. Le Conte = Paspalum scrobiculatum L.
- P. confertum Willd. ex Steud.[3] = Paspalum candidum (Flüggé) Kunth
- P. conjugatum var. conjugatum = Paspalum conjugatum P.J.Bergius
- P. conjugatum var. parviflorum Doell = Paspalum conjugatum P.J.Bergius
- P. conjugatum var. pubescens Doell = Paspalum conjugatum P.J.Bergius
- P. conjugatum var. subcordatum Griseb. = Axonopus compressum (Sw.) P.Beauv.
- P. conjugatum f. tristachyum Beetle = Paspalum conjugatum P.J.Bergius
- P. connectens Mez = Paspalum reduncum Nees ex Steud.
- P. consanguineum (Gaudich.) Kunth = Digitaria setigera Roth
- P. contractum Pilg. = Paspalum lanciflorum Trin.
- P. cordovense E.Fourn. = Paspalum paniculatum L.
- P. coromandelinum Larn. = Paspalum scrobiculatum L.
- P. corymbosum (Roxb.) Kunth = Digitaria compacta (Roth ex Roem. & Schult.) Veldkamp
- P. costatum Hochst. ex Steud.[3] = Paspalum canarae (Steud.) Veldkamp
- P. crassum Chase ex Hitchc. = Paspalum tumidum Kuhlm.
- P. cristatum Trin. = Paspalum flavum J.Presl
- P. crucense (Killeen) S. Denham = Thrasya crucensis Kileen
- P. ctenostachyum Trin.[2] = Eriochloa grandiflora (Trin.) Benth.
- P. cubense Spreng. = Leersia monandra Sw.
- P. cumingii Nees ex Steud. = Paspalum dasypleurum Kunze ex É.Desv.
- P. curtisianum Steud. = Paspalum praecox Walter
- P. curvistachyum Raddi = Paspalum nutans Lam.
- P. cuyabense Trin. = Paspalum stellatum Flüggé
- P. cynosuroides (L.) Brot. = Spartina cynosuroides (L.) Roth.

### D
- P. dactylon (L.) Lam. = Cynodon dactylon (L.) Pers.
- P. dasyphyllum Elliott = Paspalum supinum Bosc ex Poir.
- P. dasytrichium var. dasytrichium = Paspalum dasytrichium Dusén ex Swallen
- P. dasytrichium var. glabrum L.B.Sm. & Wassh. = Paspalum dasytrichium Dusén ex Swallen
- P. debile Michx. = Paspalum setaceum Michx.
- P. debile Muhl.[2] = Paspalum setaceum Michx.
- P. debile (Desf.) Poir.[2] = Digitaria debilis (Desf.) Willd.
- P. decumbens Sagot ex Doell[3] = Paspalum plicatulum Michx.
- P. deightonii (C.E.Hubb.) Clayton = Paspalum scrobiculatum L.
- P. delochei Steud. = Paspalum fasciculatum Willd. ex Flüggé
- P. densiflorum Doell[2] = Paspalum umbrosum Trin.
- P. densum var. ciliatum Doell = Paspalum densum Poir.
- P. densum var. elliptico-oblongum Hack. = Paspalum intermedium Munro ex Morong
- P. dentatosulcatum Arechav. = Leptocoryphium lanatum (Kunth) Nees
- P. denticulatum var. ciliatum Trin. = Paspalum trichophyllum Henrard
- P. denticulatum var. denticulatum = Paspalum denticulatum Trin.
- P. depauperatum J.Presl = Paspalum candidum (Flüggé) Kunth
- P. depressum Steud. = Axonopus compressum (Sw.) P.Beauv.
- P. devincenzii Parodi = Paspalum durifolium Mez
- P. diamantinum Swallen = Paspalum ammodes Trin.
- P. didactylum Salzm. ex Steud.[3] = Paspalum vaginatum Sw.
- P. digitaria Poir. = Paspalum distichum L.
- P. digitaria C.Muell.[2] = Axonopus furcatus (Flüggé) Hitchc.
- P. digitatum (Sw.) Kunth = Digitaria nuda Schumach.
- P. dilatatum var. decumbens Vasey = Paspalum dilatatum Poir.
- P. dilatatum subsp. dilatatum = Paspalum dilatatum Poir.
- P. dilatatum var. dilatatum = Paspalum dilatatum Poir.
- P. dilatatum subsp. flavescens Roseng., B.R.Arrill. & Izag. = Paspalum dilatatum Poir.
- P. dilatatum var. lorirhachis (Bor) Hajra & S.K.Jain = Paspalum longifolium Roxb.
- P. dilatatum var. parviflorum Doell = Paspalum urvillei Steud.
- P. dilatatum var. pauciciliatum Parodi = Paspalum pauciciliatum (Parodi) Herter
- P. dilatatum var. sacchariferum Arechav. = Paspalum dilatatum Poir.
- P. dimidiatum L.[2] = Paspalum dissectum L.
- P. dispar var. marahuacense Rodr.-Rodr. = Paspalum dispar Chase
- P. dissectum Thunb.[2] = Paspalum thunbergii Kunth ex Steud.
- P. dissectum Sw. ex Roem. & Schult.[3] = Paspalum caespitosum Flüggé
- P. dissectum Walter[2] = Paspalum setaceum Michx.
- P. dissectum Kniph.[2] = Eleusine indica (L.) Gaertn.
- P. dissectum var. grande Nees = Paspalum scrobiculatum L.
- P. dissitiflorum Trin. = Axonopus brasiliensis (Spreng.) Kuhlm.
- P. distachyon Willd. ex Doell = Paspalum notatum Flüggé
- P. distans Nees = Digitaria horizontalis Willd.
- P. distichophyllum Kunth = Paspalum humboldtianum Flüggé
- P. distichum Houtt.[2] = Eriochloa villosa (Thunb.) Kunth
- P. distichum var. anpinense Hayata = Paspalum vaginatum Sw.
- P. distichum var. digitaria (Poir.) Hack. = Paspalum distichum L.
- P. distichum var. indutum Schinners = Paspalum distichum L.
- P. distichum var. littorale (R.Br.) F.M.Bailey = Paspalum vaginatum Sw.
- P. distichum var. longirepens Domin. = Paspalum distichum L.
- P. distichum var. microstachyum Domin. = Paspalum distichum L.
- P. distichum var. nanum (Doell) Stapf = Paspalum vaginatum Sw.
- P. distichum subsp. paspalodes (Michx.) Thell. = Paspalum distichum L.
- P. distichum var. paspalodes (Michx.) Thell. = Paspalum distichum L.
- P. distichum var. tristachyum (Schult.) Alph.Wood = Paspalum vaginatum Sw.
- P. distichum subsp. vaginatum (Sw.) Maire = Paspalum vaginatum Sw.
- P. distichum var. vaginatum (Sw.) Griseb. = Paspalum vaginatum Sw.
- P. doellii Chase ex Filg. = Paspalum dedeccae Quarín.
- P. dolichophyllum Hack. = Paspalum alterniflorum A. Rich.
- P. dolichopus Trin ex Steud.[3] = Paspalum conjugatum P.J.Bergius
- P. dolichostachyum Trin. ex Nees[3] = Axonopus pellitus (Nees ex Trin.) Hitchc. & Chase
- P. drummondii C. Muell. = Paspalum dissectum (L.) L.
- P. drummondii (E.Fourn.) Vasey[2] = Paspalum langri (E.Fourn.) Nash
- P. dubium DC. = Paspalum setaceum Michx.
- P. dusenii Hack. = Paspalum erianthoides Lindm.

### E
- P. eburneum Henrard = Paspalum maculosum Trin.
- P. echinotrichum Mez. = Paspalum lanciflorum Trin.
- P. effusum (L.) Raspail = Milium effusum L.
- P. effusum Nees[2] = Paspalum microstachyum J. Presl.
- P. eggertii Nash = Paspalum setaceum Michx.
- P. eitenii Swallen = Paspalum malacophyllum Trin.
- P. elatum Rich. ex Doell = Paspalum arundinaceum Poir.
- P. elegans Flüggé[2] = Paspalum tenellum Willd.
- P. elegans (Pers.) Roem. & Schult.[2] = Paspalum ceresia (Kuntze) Chase
- P. elegantulum J. Presl = Axonopus elegantulus (J. Presl) Hitchc.
- P. elliottii S.Watson[2] = Paspalum distichum L.
- P. elongatum Griseb. = Paspalum malacophyllum Trin.
- P. eminens Nees = Axonopus eminens (Nees) G.A. Black
- P. enode Hack. ex Arechav. = Digitaria enodis (Hack.) Parodi
- P. epile Nash = Paspalum setaceum Michx.
- P. epile Parodi[2] = Paspalum ovale Nees. ex Steud.
- P. erectifolium Swallen = Paspalum aspidiotes Trin.
- P. erianthum var.strictum Doell = Paspalum erianthoides Lindm.
- P. eriophorum Schult. & Schult.f. = Paspalum dilatatum Poir.
- P. eriophorum Wild. ex Nees.[2] = Paspalum setaceum Michx.
- P. eriostachyum D. Dietr.[3] = Paspalum decumbens Sw.
- P. eruciferum Trin. ex Steud.[3] = Paspalum quadrifarium Lam.
- P. eruciforme (L.) Spreng. = Beckmannia eruciformis (L.) Host.
- P. erythrochaetum Mez = Axonopus marginatus (Trin.) Chase ex Hitchc.
- P. eucanum Steud.[5] = Paspalum eucomum Nees ex Trin.
- P. eucomum var.eucomum Nees ex Trin. = Paspalum eucomum Nees ex Trin.
- P. eucomum var.pilosius Doell = Paspalum eucomum Nees ex Trin.
- P. exasperatum Nees = Axonopus aureus P.Beauv.
- P. excavatum Nees ex Trin. = Axonopus chrysoblepharis (Lag.) Chase
- P. exile Kippist = Digitaria exilis (Kippist) Stapf
- P. extenuatum Nees = Axonopus capillaris (Lam.) Chase

### F
- P. falcatum subsp.microcarpum Ekman = Paspalum falcatum Nees ex Steud.
- P. falculum Doell = Paspalum clavuliferum C. Wright
- P. familiare Steud. = Paspalum coryphaeum Trin.
- P. fasciculatum var.glabratum Doell = Paspalum fasciculatum Willd. ex Flüggé
- P. fasciculatum var.paraguayense Hack. = Paspalum equitans Mez
- P. fastigiatum Nees ex Trin. = Axonopus fastigiatus (Neese) Kuhlm.